# فايدرا

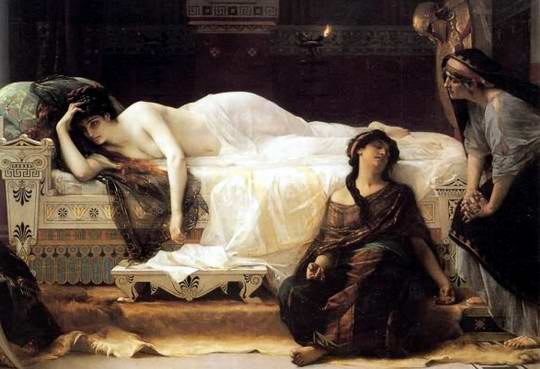
لوحة فايدرا لألكساندر كابانل

فايدرا في الأساطير اليونانية هي ابنة مينوس وباسيفاي ومع أختها أريادني أخذها ثيسيوس إلى أثينا لتصبح زوجته. وفي الطريق إلى إليوسيس قابلت هيبوليتوس بن ثيسيوس من زوجة سابقة وهي هيبوليتي ملكة الأمازونيات أو أختها أنتيوبي، ووقعت في حبه لكنه لم يستسلم لإغرائها فشنقت نفسها وتركت رسالة اتهمت فيها هيبوليتوس بأنه تحرش بها فأمر أبوه بإعدامه. وهي تشبه حكاية بيليروفون مع أنتيا وشكلت موضوعا لتراجيديات لكتاب مثل سوفوكليس ويوربيديس (توجد منها اثنتان واحدة بقت للآن) وسينيكا وجان راسين.

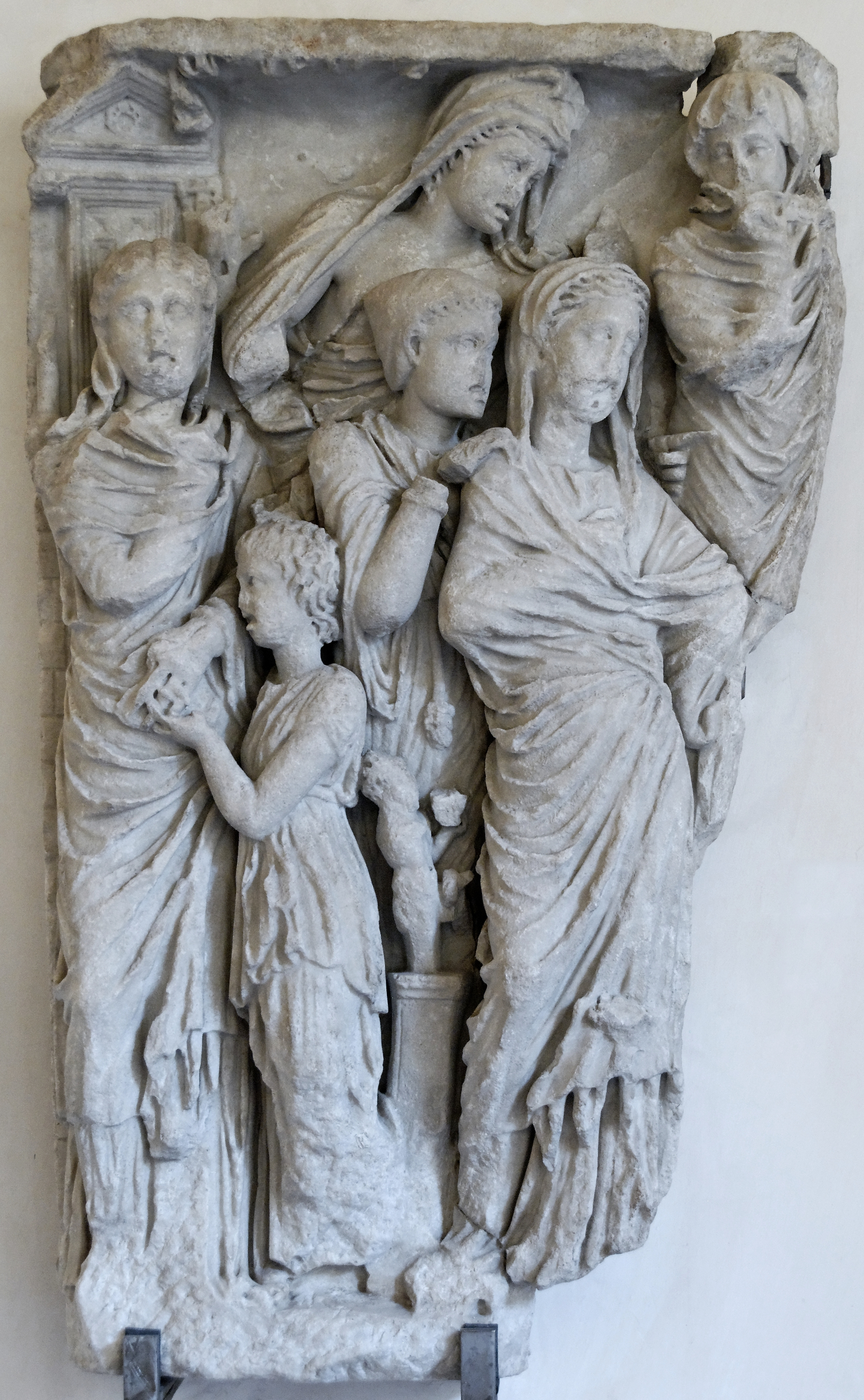
أسطورة فايدرا على ناووي روماني يرجع للقرن الثالث الميلادي
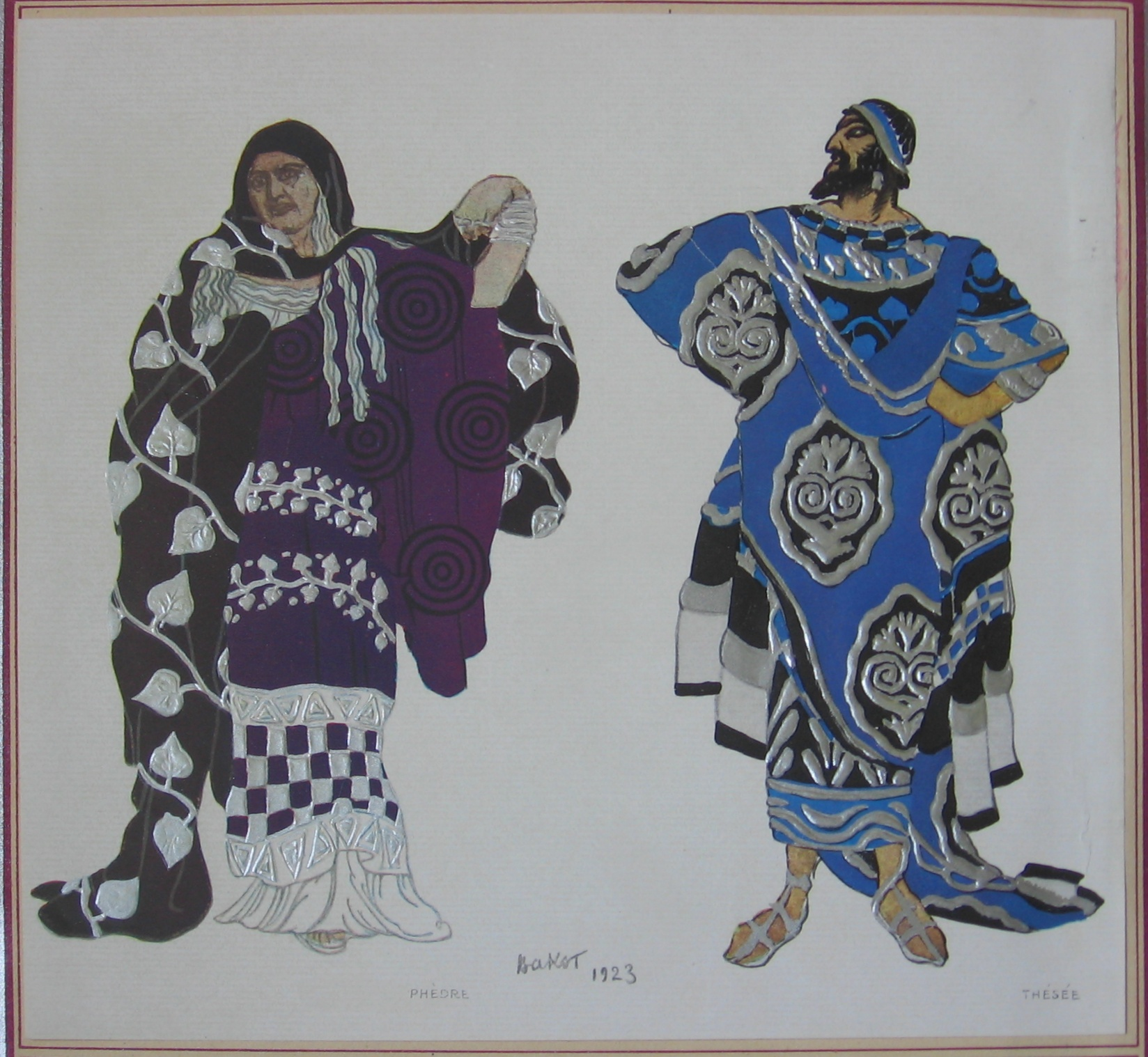
فيرا وثيسيوس بلوحة ليون باكست
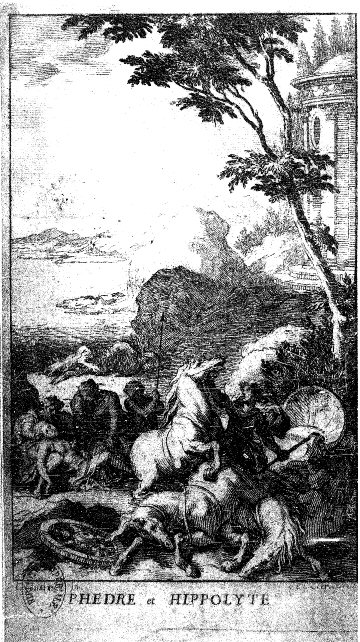
صفحة العنوان من كتاب فايدرا وهيبوليتوس Phedre et Hippolyte لراسين الصادر عام 1678

تحوي هذه المقالة معلومات مترجمة من الطبعة الحادية عشرة لدائرة المعارف البريطانية لسنة 1911 وهي الآن ضمن الملكية العامة.